# Den femte årstid
Den femte årstid er en roman fra 2004 skrevet af Henning Mortensen.
Romanen følger nogen sære skæbner, hvoraf de fleste ikke går så meget op i at overholde loven.
Vi hører blandt andre om Sanne, som drømmer om at gøre oprør og bryde ud af sit liv. Hun lever på bunden af samfundet.
Bogen giver læseren et indblik i en rutchetur og og ned gennem samfundspyramiden.